# Madame Louis Joachim Gaudibert
Pour les articles homonymes, voir Gaudibert.
Madame Louis Joachim Gaudibert est un tableau réalisé par le peintre Claude Monet en 1868. Il est conservé au musée d'Orsay, à Paris.

## Historique
En 1868, madame Gaudibert mère, et son fils Louis-Joachim, commandent à Claude Monet trois huiles sur toiles, une avec le portrait de l'épouse de Louis-Joachim et deux autres avec celui de Monsieur. Les Gaudibert, négociants au Havre, ont été d'un grand soutien financier pour Monet durant cette période.
Le tableau a été réalisé en septembre au château des Ardennes-Saint-Louis près du Havre.

## Devenir de l'œuvre
Le tableau, resté dans la famille, est acquis par l'État français sur les fonds d'une donation anonyme canadienne en 1951.
Le tableau est conservé depuis 1986 au musée d'Orsay, après avoir fait partie des collections du musée du Louvre jusqu'à cette date.

## Expositions
La tableau participe à près de quarante expositions de 1925 à 2023, en Europe, en Corée, au Japon, en Chine, à Hong-Kong, à Singapour, à Abu Dhabi et aux États-Unis.